# Phaedinus carbonelli
Phaedinus carbonelli är en skalbaggsart som beskrevs av David John Middleton 1999. Phaedinus carbonelli ingår i släktet Phaedinus och familjen långhorningar. Inga underarter finns listade i Catalogue of Life.